# 哥舒曜
哥舒曜（?—?），字子明，唐朝将领，哥舒翰的小儿子。
哥舒曜八岁时，唐玄宗在华清宫召见，擢升为尚辇奉御。升任光禄卿。哥舒翰被安禄山俘虏，哀号过度，故吏裴冕、杜鸿渐等见到他叹息。李光弼讨伐河北，哥舒曜请行，拜为鸿胪卿，作为光弼副将。降伏安太清、救宋州有功，改任殿中监，袭封西平郡王，为东都镇守兵马使。唐德宗即位，召为左龙武大将军。李希烈攻陷汝州，以周晃为汝州刺史。建中四年（783年）正月二十一日，德宗任命左龙武大将军哥舒曜为东都、汝州节度使，率领凤翔、邠宁、泾原、奉天、好畤行营兵马一万余人讨伐李希烈，又颁诏命各道共同讨伐。德宗召见，问他：“卿治军与你父亲谁更好？”他回答：“我怎敢比先父。臣只是要斩长蛇，射封豕，然后在私室待罪，是臣所愿。”德宗说：“你父亲在开元年间，使朝廷无西忧；今朕得卿，也没有东方的顾虑。”出征，德宗在通化门送行。当天，牙干折断。之前哥舒翰出师如此，而斩持旗之人，最后失败，现在哥舒曜也这样，人都忧虑。二月二十日，哥舒曜攻克汝州，擒获周晃。斩其二将。李希烈退保许州。德宗下诏修襄城城墙，哥舒曜以疲兵筑城不如按甲持重以挫敌，德宗不许。四月十四日，德宗加任永平、宣武、河阳都统李勉为淮西招讨使，以东都、汝州节度使哥舒曜作他的副职有诏督战。德宗督促哥舒曜到颖桥时，遇到大雨，雷震军中击死七马，便回军防守襄城。李希烈派遣李光辉带领兵马攻打哥舒曜，纵火攻栅，用人填堑靠近营垒，哥舒曜苦战击破。八月初二，李希烈领兵三万人在襄城包围哥舒曜，筑甬道攻城，矢集如雨。德宗派神策将刘德信率兵三千援救，下诏河南都统李勉出兵相为掎角。李勉派部将与刘德信攻打许州，未至，皇帝下诏切责，使班师。刘德信返回，因为军无斥候，至扈涧被李希烈伏击，死者将半，器械辎重都失去了。刘德信逃到汝州。李勉恐怕东都危急，派李坚华率兵四千往守，敌军道，不得入。汴兵抵挡，襄城之围更加危急。德宗以普王率领荆、襄、江西、鄂、沔之师讨蔡州，派泾原节度使姚令言救襄城。未行，泾原兵变，德宗逃到奉天。十月，哥舒曜军粮吃光，放弃襄城，逃奔洛阳，李希烈攻陷了襄城。哥舒曜丧母，夺情为东都畿、汝节度使。升任河南尹。哥舒曜拙于统御，专意杀戮，士兵畏威不怀德。贞元元年（785年），部将叛乱，夜焚河南门，哥舒曜脱身得免。德宗以汴州刺史薛珏取代他，召入朝为鸿胪卿。官至右骁卫上将军，赠幽州大都督。哥舒曜七子，都以儒学闻名。哥舒峘，茂才高第，有节操。哥舒崿、哥舒嵫、哥舒屺都明经擢第。